# Olanda Settentrionale

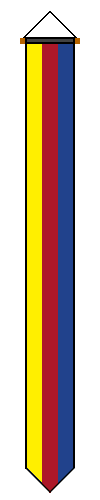
Gonfalone della provincia

L'Olanda Settentrionale (in olandese Noord-Holland, AFI: /noːrt ˈhɔlɑnt/ ; in frisone occidentale Noard-Holland) è una provincia dei Paesi Bassi situata nella parte centro-occidentale dello stato. Il suo capoluogo è Haarlem. Altre città importanti sono Amsterdam, Hilversum, Alkmaar, Zaandam e Hoorn.

## Geografia fisica
L'Olanda Settentrionale forma una penisola tra il Mare del Nord (a ovest) e l'IJsselmeer (a est). Più di metà della provincia consiste di territorio strappato alle acque in forma di polder e si trova sotto il livello del mare. L'isola di Texel appartiene all'Olanda settentrionale. Confina con il Flevoland, la provincia di Utrecht e l'Olanda Meridionale a sud.
I principali centri urbani dell'Olanda Settentrionale con un numero di abitanti superiore a 100.000 sono (i dati sulla popolazione sono del 2011):
| № | Città                                          | Popolazione della municipalità | Popolazione dell'area urbana        |
| - | ---------------------------------------------- | ------------------------------ | ----------------------------------- |
| 1 | Amsterdam                                      | 779.808                        | 1.525.081                           |
| 4 | Haarlem (Capoluogo dell'Olanda Settentrionale) | 150.670                        | 414.364                             |
| 5 | Haarlemmermeer                                 | 143.374                        | Parte dell'area urbana di Amsterdam |

L'estremità settentrionale della penisola è nota come Frisia Occidentale. Questa stranezza riflette la realtà storica anteriore al 1287, anno in cui una grande tempesta superò le dune costiere della Frisia centro-occidentale, permettendo al Mare del Nord di riversarsi nell'interno e formare lo Zuiderzee (l'attuale IJsselmeer); la parte occidentale della Frisia si trovò così separata dal resto seguendo, da quel momento in poi le vicende storiche dell'Olanda. Nel 1932 la costruzione della diga che chiude lo IJsselmeer (la Afsluitdijk) ha ristabilito un collegamento terrestre con la Frisia propriamente detta.

## Municipalità
Elenco delle 65 municipalità in cui è divisa l'Olanda settentrionale. Di queste, le municipalità di Alkmaar, Andijk, Den Helder, Anna Paulowna, Drechterland, Enkhuizen, Harenkarspel, Heerhugowaard, Hoorn, Langedijk, Medemblik, Niedorp, Noorder-Koggenland, Obdam, Opmeer, Schagen, Stede Broec, Wervershoof, Wester-Koggenland e Wognum sono considerate parte della Frisia Occidentale.